# Glaston
Ne doit pas être confondu avec Glaston (entreprise).
Glaston est un village et paroisse civile du Rutland, en Angleterre.
Le village se trouve 6,4 km au sud du plan d'eau de Rutland Water.
L'église paroissiale St Andrew est un monument classé de Grade II* depuis 1955. Elle possède un clocher central inhabituel.